# Даре Нібомбе
Даре Нібомбе (фр. Daré Nibombé, нар. 16 червня 1980, Ломе) — тоголезький футболіст, що грав на позиції захисника.
Почав професійну кар'єру на батьківщині до Того, де виступав за «Моделе», «АСКО Кара», потім грав за ганський «Ліберті Профешнелс» і тоголезький «Дуан». На початку 2003 року перейшов в бельгійський «Лув'єрваз», а потім в «Монс». Виступаючи в Бельгії ставав переможцем Кубка Бельгії і переможцем Другого дивізіону Бельгії. Влітку 2008 року перейшов в румунську «Отопень», через півроку став гравцем «Тімішоари». У складі команди став срібним призером чемпіонату Румунії і фіналістом Кубка Румунії. Потім виступав за азербайджанський «Баку» і німецьку «Армінію» з Білефельда. З 2011 року був гравцем бельгійського «Борінажу», де і завершив професійну кар'єру.
У національній збірній Того виступав з 2000 року. Учасник Кубка африканських націй 2006 і 2013 років, а також чемпіонату світу 2006 року.

## Клубна кар'єра
Почав професійну кар'єру в 1996 році в клубі «Моделе» зі столиці Того Ломе. У 2000 році виступав за «АСКО Кара». З 2001 року по 2002 роки був гравцем ганського клубу «Ліберті Профешнелс». У 2002 році грав за «Дуан» Ломе, в якому провів 30 матчів і забив 3 голи.
На початку 2003 року перейшов у стан бельгійської команди «Лув'єрваз» з однойменного міста Ла-Лув'єр. У чемпіонаті Бельгії зіграв в 27 матчах і забив 1 гол. Також в цьому сезоні разом з командою став переможцем Кубка Бельгії.
Влітку 2003 року підписав контракт з клубом «Монс» на правах вільного агента. У складі нової команди в чемпіонаті Бельгії дебютував 9 серпня 2003 року у виїзному матчі проти «Жерміналь Беєрсхота» (1:0), Нібомбе вийшов на 62 хвилині замість Шемчедіна Ель Араїчі. У сезоні 2004/05 «Монс» посів останнє 18 місце в чемпіонаті Бельгії і вилетів у Другий дивізіон. В наступному сезоні 2005/06 «Монс» став переможцем Другого дивізіону і повернувся назад до Ліги Жюпіле. Всього за «Монс» Нібомбе провів 97 матчів і забив 2 голи в першості Бельгії.
Влітку 2008 року перейшов в румунську «Отопень», підписавши трирічний контракт, клуб за нього заплатив 400 тисяч євро. У чемпіонаті Румунії дебютував 4 жовтня 2008 року у виїзному матчі проти «Стяуа» (1:1), Нібомбе відіграв всю гру і отримав жовту картку. 1 листопада 2008 року у виїзному матчі проти «Университаті» з Крайови (2:2), Даре Нібомбе на 75 хвилині забив свій єдиний клуб за «Отопень», у ворота Мірчі Борнеску. Всього за «Отопень» в чемпіонаті він зіграв у 6 матчах і забив 1 гол.
На початку 2009 року підписав контракт з «Тімішоарою», клуб заплатив за трансфер Нібомбе 300 тисяч євро. У складі команди в чемпіонаті Румунії дебютував 8 березня 2009 року у виїзному матчі проти «Пандурія» (0:1). У сезоні 2008/09 «Тімішоара» зайняла друге місце в чемпіонаті, поступившись лише «Унирі» і отримала право виступати в Лізі чемпіонів на наступний сезон. Також клуб дійшов до фіналу Кубка Румунії, де поступився ЧФР з міста Клуж-Напока з рахунком (0:3). У третьому раунді кваліфікації Ліги чемпіонів румунський клуб зумів здолати донецький «Шахтар» за рахунок гола на виїзді, а наступному раунді «Тімішоара» поступилася німецькому «Штутгарту» (0:2) і продовжила виступи в груповому раунді Ліги Європи. За підсумками групового раунду «Тімішоара» посіла останнє 4 місце, поступившись загребському «Динамо», «Аяксу» та «Андерлехту». Нібомбе у єврокубках зіграв в 9 матчах. Всього за «Тімішоару» Даре провів 42 матчі і забив 1 гол в чемпіонаті Румунії.
Влітку 2010 року перейшов на правах вільного агента в азербайджанський «Баку», підписавши річний контракт. В команду він був запрошений з ініціативи головного тренера Вінфріда Шефера. Зарплата Нібомбе склала 200 тисяч євро. У складі команди взяв участь у двох матчах у другому раунді кваліфікації Ліги Європи проти «Будучності» з Подгориці. За сумою двох матчів «Баку» поступилося з рахунком (4:2). У чемпіонаті Азербайджану провів 11 матчів і забив 1 гол.
На початку 2011 року став гравцем білефельдської «Армінії», яка виступала у Другій Бундеслізі. За підсумками сезону 2010/11 «Армінія» посіла останнє 18 місце і вилетіла в Третю лігу. У клубі він провів всього півроку і зіграв у 3 матчах. 
Влітку 2011 року перейшов в «Борінаж» з міста Буссю, який виступав у Другому дивізіоні Бельгії. В команді він грав під 5 номером. У складі команди провів 50 матчів і забив 1 гол, після чого завершив професійну ігрову кар'єру у 2014 році.

## Виступи за збірну
2000 року дебютував в офіційних матчах у складі національної збірної Того. В складі команди виступав як віце-капітан і як капітан.
У складі збірної був учасником Кубка африканських націй 2006 року в Єгипті. Нібомбе був заявлений під 2 номером. У своїй групі збірна Того посіла останнє 4 місце, поступившись Анголі, ДР Конго і Камеруну і покинула турнір.
Через кілька місяців головний тренер збірної Того Отто Пфістер викликав Нібомбе на чемпіонат світу 2006 року у Німеччині. Даре взяв участь у всіх 3 матчах його команди на груповому етапі. Того посіло 4 місце, поступившись Кореї, Франції і Швейцарії. 
У січні 2013 року він був запрошений головним тренером збірної Дідьє Сіксом на Кубок африканських націй 2013 року у ПАР. У своїй групі Того зайняло друге місце, поступившись лише Кот-д'Івуару і обігнавши Туніс і Алжир. У чвертьфінальному матчі Того поступилося в додатковий час Буркіна-Фасо (1:0). Нібомбе на турнірі зіграв у всіх 4 іграх.
Всього протягом кар'єри у національній команді, яка тривала 14 років, провів у формі головної команди країни 71 матч, забивши 2 голи.

## Титули і досягнення
- Володар Кубка Бельгії (1):

«Лув'єрваз»: 2002/03